# Voorstadshalte
Een voorstadshalte is een (meestal) klein spoorwegstation dat de buitenwijken van een stad bedient. Voorstadshaltes hebben over het algemeen weinig voorzieningen; een overdekte wachtruimte is meestal wel aanwezig, maar over loketten beschikken de stations vaak niet of niet meer. 
In de jaren 1950 werden er enkele van deze haltes geopend: zoals Station Amsterdam Sloterdijk en station Rotterdam Noord. Het laatste station vanwege de omlegging van de spoorbaan in Rotterdam Noord in die tijd. In de jaren 1960 en 1970 kwamen er veel meer voorstadhaltes. Er kwamen steeds meer aan de rand van steden gelegen nieuwbouwwijken. De Nederlandse spoorwegen wilde klanten die op de auto waren overgestapt terugwinnen door stations dichter bij huis aan te bieden.
Vanaf de jaren 1960 werd een aantal voorstadshaltes geopend met een stationsgebouw van het type sextant. De opening van voorstadshaltes paste vanaf de jaren 1970 in het groeikernenbeleid en vanaf eind jaren 1990 ook in het Vinexbeleid.

## Sextant-type voorstadshalte

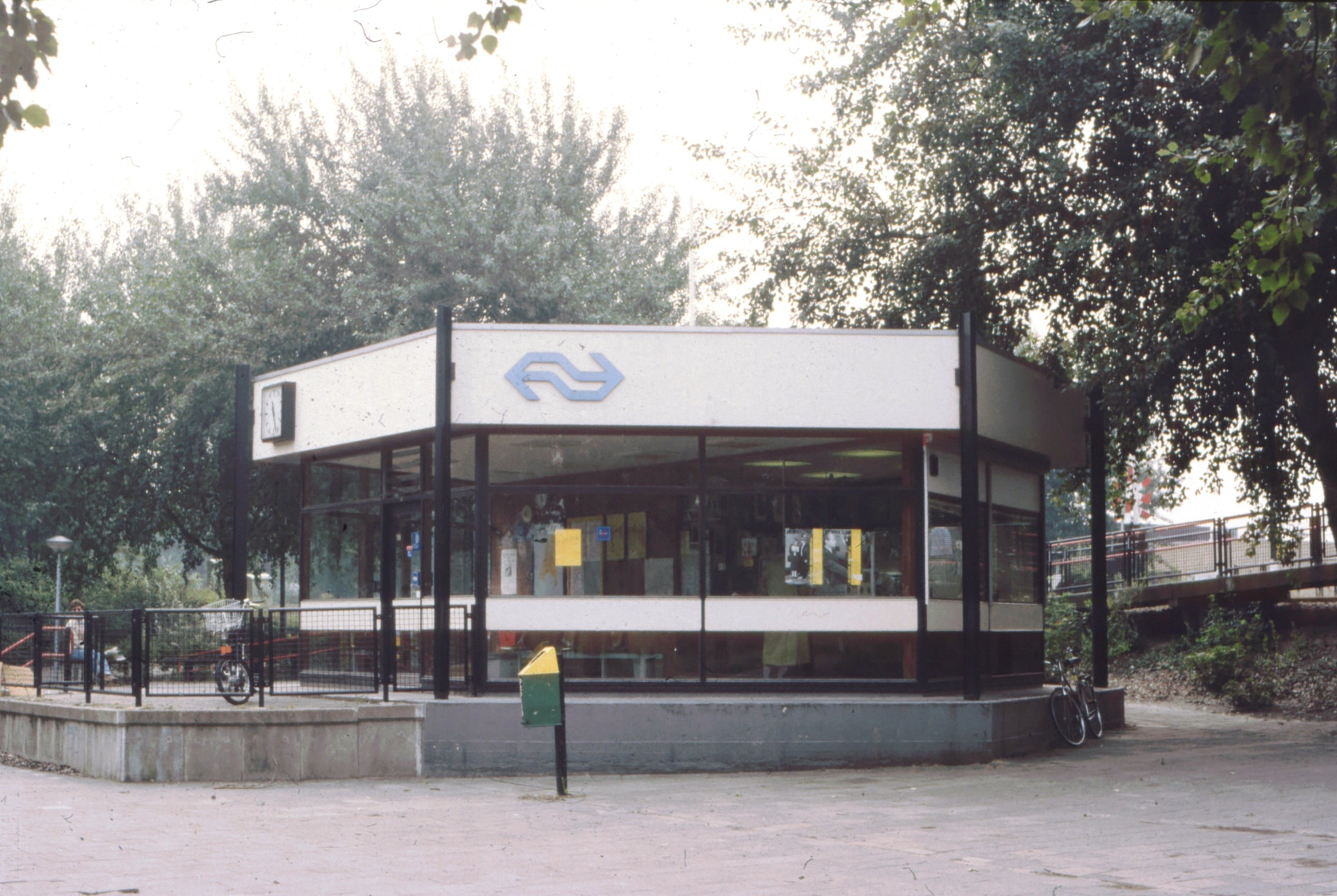
Station Vlaardingen West, voorbeeld van een Sextant

Zie Sextant (stationsgebouw).

## Standaardtype voorstadshalte

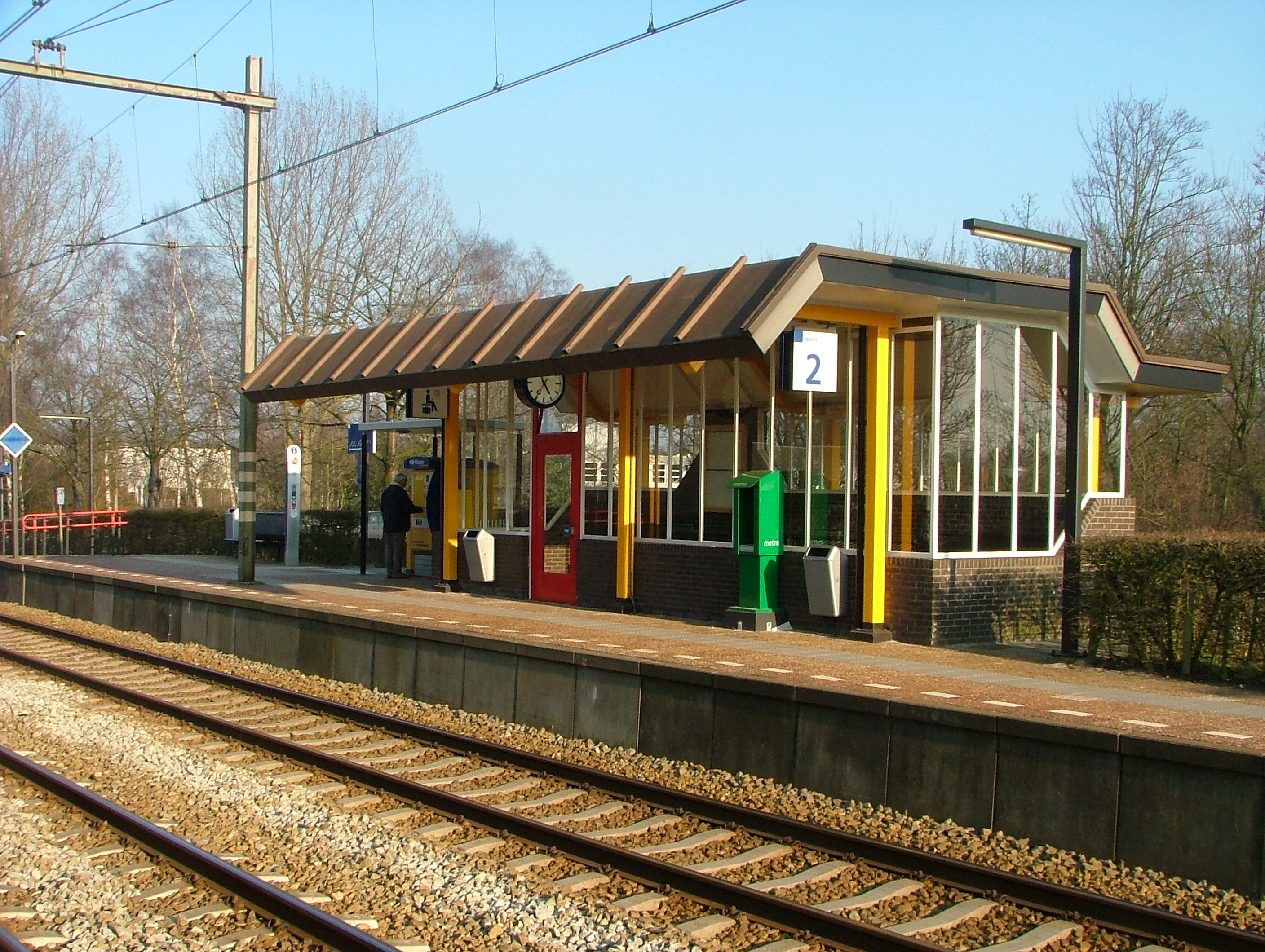
Station Rosmalen, voorbeeld van het standaardtype voorstadshalte

In de jaren 1980 werd in Nederland een aantal nieuwe voorstadshaltes gebouwd naar een standaardontwerp (met enige variatie) van architect Hans Bak.

### Stations van het standaardtype voorstadshalte
- Oss West (1981).
- Rosmalen (1981).
- Beesd (ca. 1984).
- Doetinchem De Huet (1985).
- Hoorn Kersenboogerd (1986).
- Vlissingen Souburg (1986), loket gesloopt in 2007.
- 's-Hertogenbosch Oost (1987).
- Maastricht Randwyck (1987).
- Amersfoort Schothorst (1987).
- Breda-Prinsenbeek (1988).
- Deventer Colmschate (1989).
- Zaandam Kogerveld (1989).
- Dordrecht Stadspolders (1990)